# Подгорецкий монастырь
Подгорецкий монастырь (укр. Підгорецький монастир) — василианский мужской монастырь на Украине, в селе Подгорцы Львовской области. Памятник архитектуры XVIII века. Расположен в долине среди лесов. Выше монастыря лежит известное городище Плеснеск — остатки древнего города, упомянутого в Ипатьевской летописи под 1188 годом, а также в Слове о полку Игореве.

## Название
- Благовещенский монастырь чина Святого Василия Великого — действующее официальное название в честь Благовещения.
- Подгорецкий монастырь — по названию села.
- Плеснеский монастырь — по названию городища.
- Василианский монастырь — по названию ордена.

## История
Построен в 1706—1750 годах на месте древнерусского монастыря, по легенде основанном в XII веке княжной Еленой Всеволодовной и разрушенном в 1241 году монголами.
Церковь и монастырь были восстановлены при содействии владельца села Станислава Конецпольского (1592 — 12 марта 1646). Об этом свидетельствовала надпись слева от царских ворот. В церкви были портреты Карла Радзивилла, Вацлава Ржевуского и его супруги Анны Любомирской.
В конце XVIII — начале XIX в. «колятором» (опекуном) монастыря был Игнатий Мёнчинский.
Над дверью церкви было помещено изображение княжны Гелены. В монастыре была библиотека старопечатных книг.
Монастырь в советское время был филиалом туберкулёзной больницы, только в 1991 году он был передан монахам-василианам, которые за короткое время полностью восстановили святыню.

## Архитектура
Монастырский ансамбль принадлежит к достопримечательностям барочной архитектуры галицкой школы. Составляют комплекс церковь, корпус келий, изгородь, колокольня и несколько меньших построек.

### Онуфриевская церковь
Онуфриевская церковь построена в 1726—1750 годах, отделочные работы продолжались до 1770-х годов.
Церковь является трёхнефной купольной базиликой с гранёной апсидой. Центральную часть венчает глава на восьмигранном барабане со световым фонарём.
Позднебарокковая алтарная конструкция (1754—1766) Онуфриевской церкви Плеснеско-Подгорецкого монастыря по своему решению существенно приближается к латинским алтарям, лишённым царских врат. По одним данным, Павел Гижицкий (резчик, архитектор, художник) был автором главного алтаря в церкви. По другим, он также создал проект иконостаса-алтаря.

## Галерея

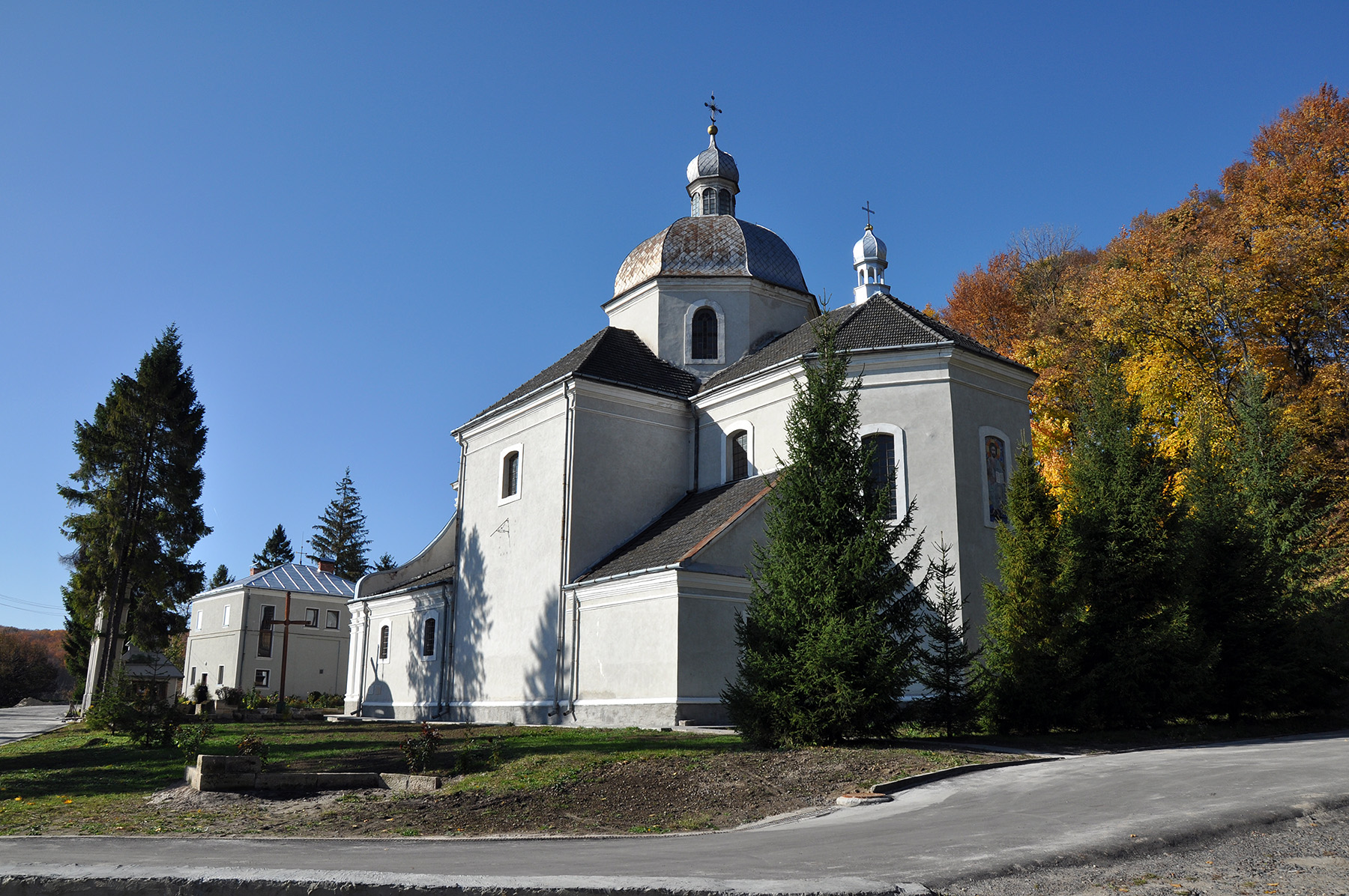
Онуфриевская церковь Подгорецкого монастыря
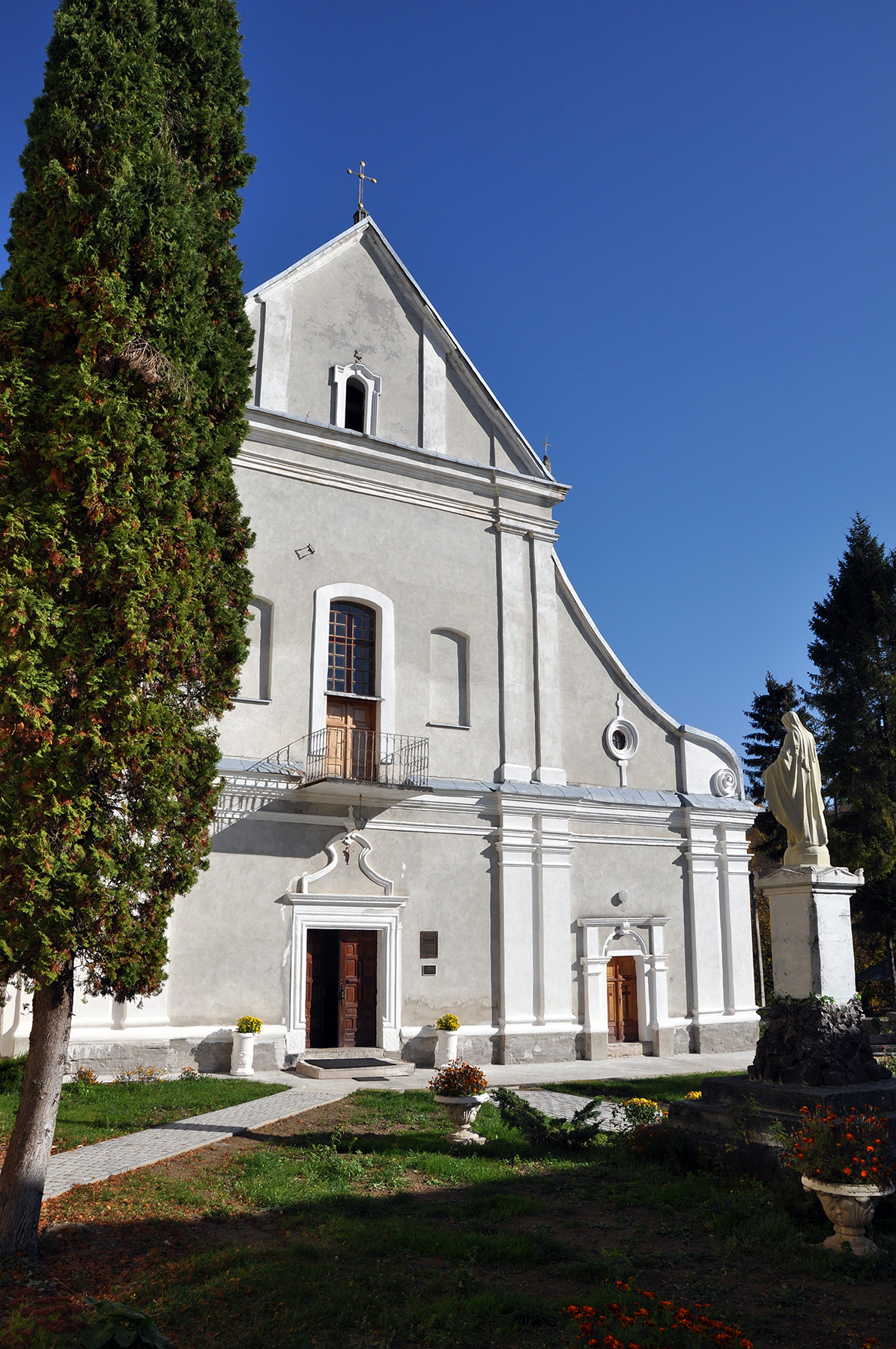
Фасад церкви святого Онуфрия
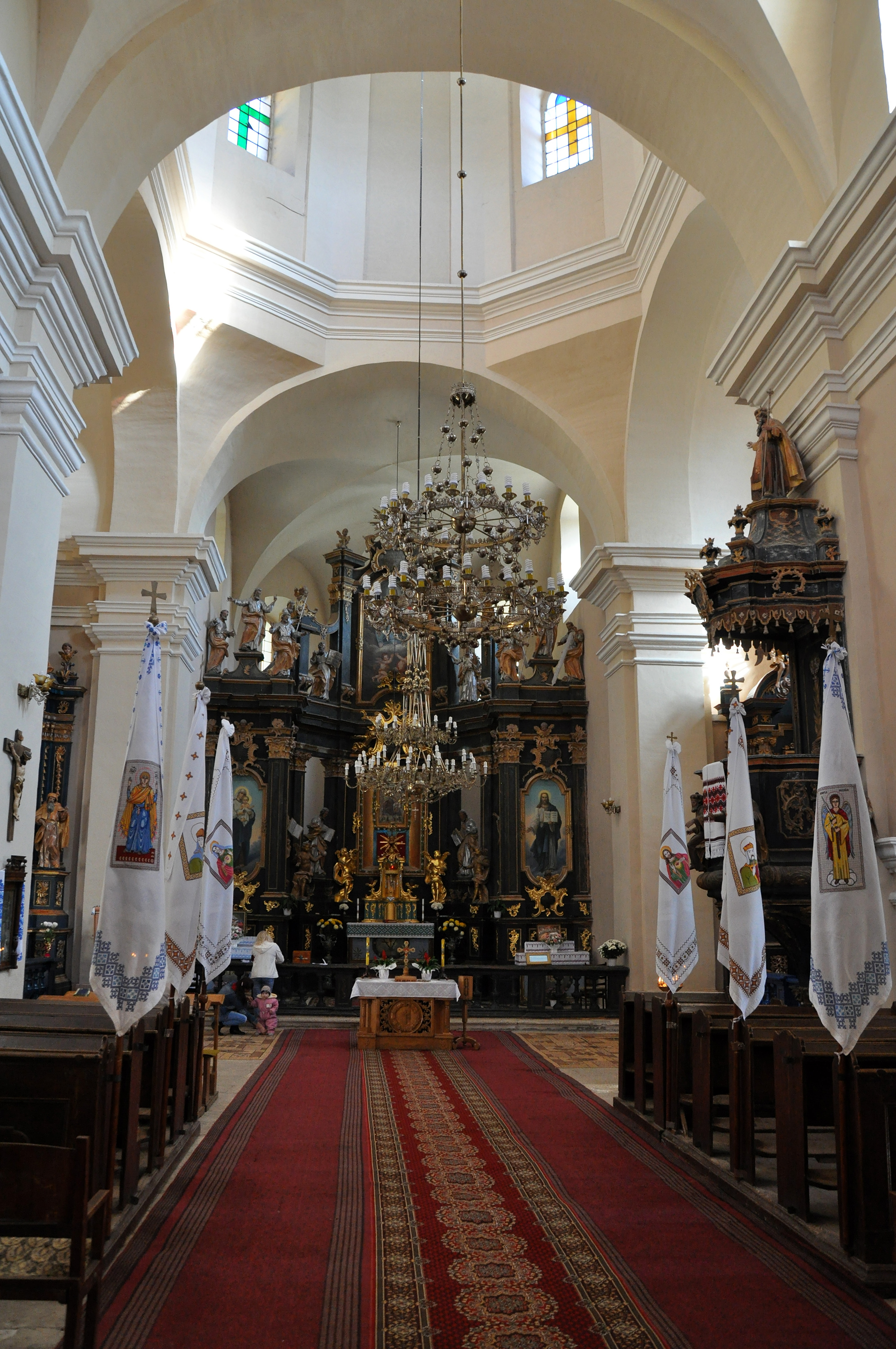
Интерьер церкви святого Онуфрия
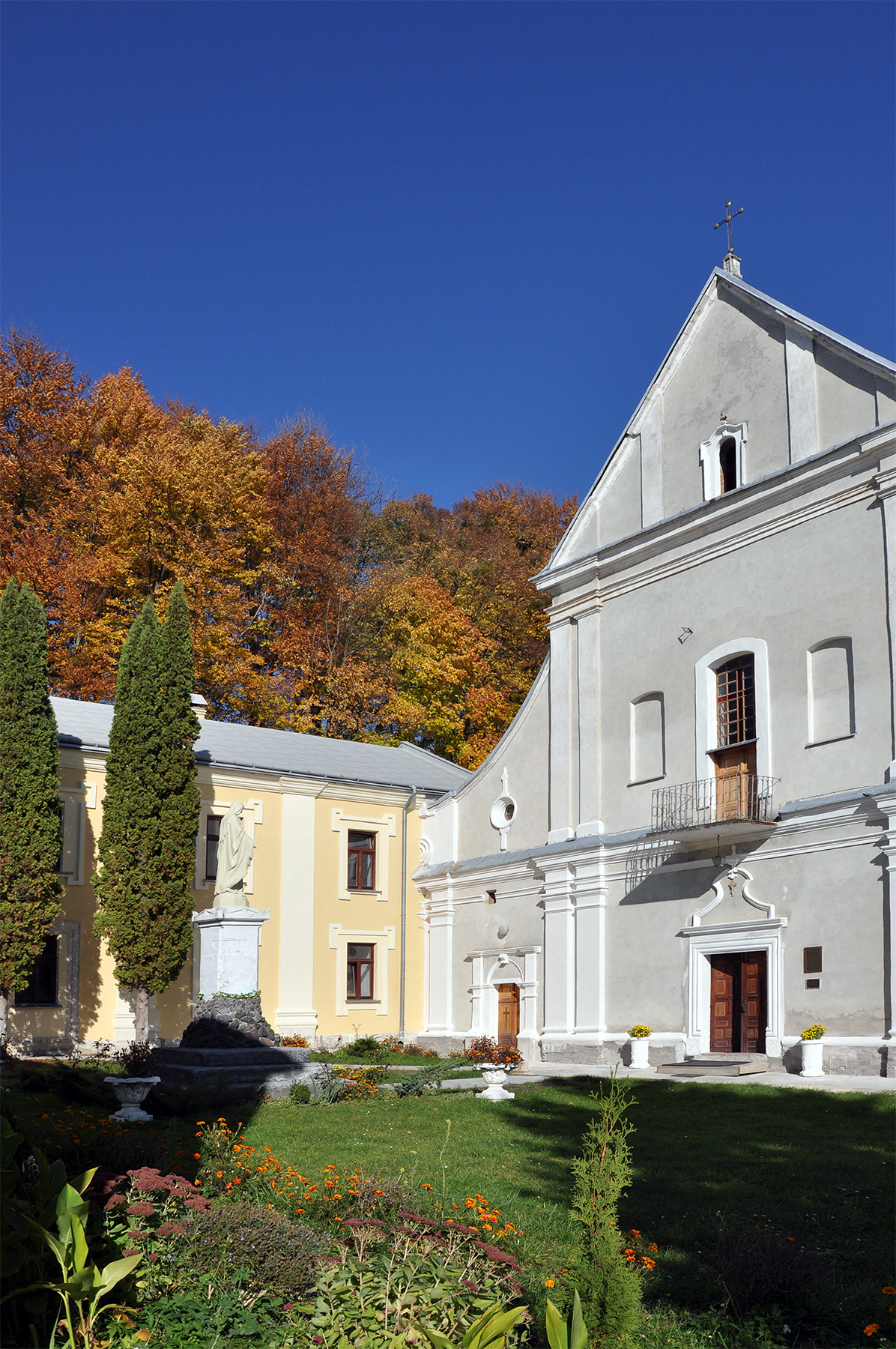
Церковь святого Онуфрия и примыкающие к ней келии
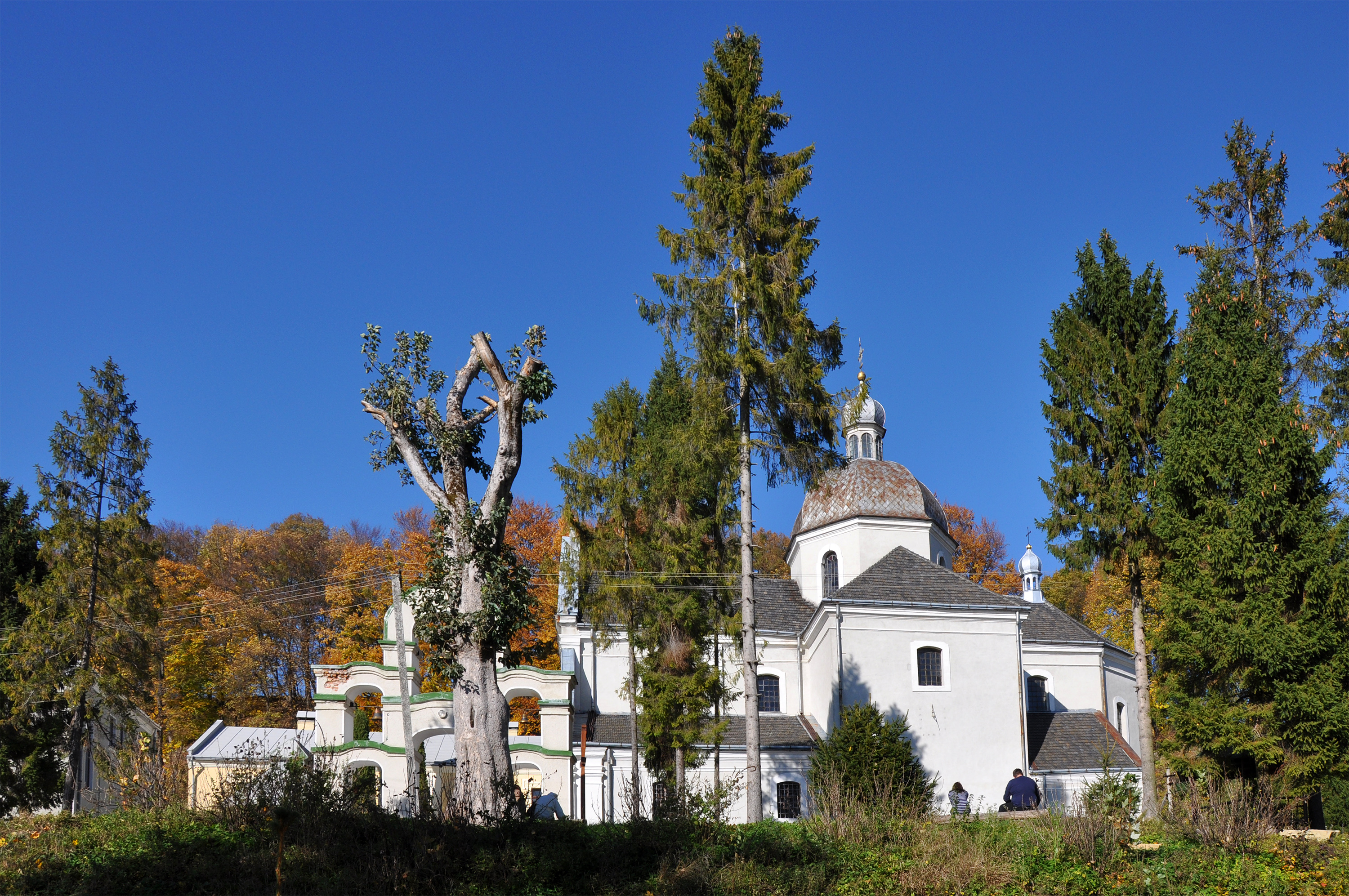
Общий вид на Подгорецкий монастырь